# Андреева, Софья Денисовна
Софья Денисовна Андреева (род. 2 августа 1998, Санкт-Петербург) — российская пловчиха, участница летних Олимпийских игр 2016 года, бронзовый призёр чемпионата мира среди юниоров, Мастер спорта международного класса.

## Биография
В августе 2015 года Софья Андреева выступила на юношеском чемпионате мира по плаванию в Сингапуре. По итогам соревнований российская спортсменка стала обладательницей бронзовой награды на дистанции 200 метров брассом. Благодаря этому успеху ей было присвоено звание «Мастер спорта России международного класса».
В августе 2016 года Андреева была включена в состав сборной России для участия в летних Олимпийских играх в Рио-де-Жанейро. Андреева на Играх выступала на одной дистанции — 200 метров брассом. На предварительном этапе российская пловчиха с 16-м временем смогла пробиться в полуфинал. Там Андреева показала время 2:25,90, что позволило ей занять лишь 15-е место в итоговой таблице, выбыв из борьбы за медали.
В апреле 2017 года Андреева стала бронзовым призёром чемпионата России на дистанции 200 метров брассом, а в июле выиграла Кубок России на этой же дистанции. В августе она вошла в состав сборной России для участия в летней Универсиаде, однако показать там высокие результаты спортсменке не удалось.

## Награды и звания
- 4 апреля 2017 года Андреевой была присуждена премия Правительства Санкт-Петербурга «За достижение высоких спортивных результатов на официальных международных и всероссийских спортивных соревнованиях»[6].

## Личная жизнь
- Училась в СПбГУ по направлению «Физическая культура»[7].

## Личные рекорды
По состоянию на март 2021 года
| Длинная вода         | Длинная вода | Длинная вода | Длинная вода     |
| Дистанция            | Время        | Дата         | Место проведения |
| -------------------- | ------------ | ------------ | ---------------- |
| 50 м вольным стилем  | 27,41        | 22.06.2018   | Санкт-Петербург  |
| 100 м вольным стилем | 59,20        | 28.02.2017   | Санкт-Петербург  |
| 200 м вольным стилем | 2:12,04      | 01.07.2017   | Москва           |

| Короткая вода        | Короткая вода | Короткая вода | Короткая вода    |
| Дистанция            | Время         | Дата          | Место проведения |
| -------------------- | ------------- | ------------- | ---------------- |
| 50 м вольным стилем  | 26,52         | 22.12.2017    | Санкт-Петербург  |
| 100 м вольным стилем | 58,05         | 10.11.2017    | Санкт-Петербург  |
| 200 м вольным стилем | 2:04,83       | 18.12.2015    | Санкт-Петербург  |